# Никола Плећаш
Никола Плећаш (Брувно, 10. јануар 1948) је бивши југословенски кошаркаш.

## Биографија
Рођен је у личком селу Брувно, код Грачаца, у српској породици са петоро деце. Са шест година преселио се у Загреб. Пре него што је почео да се бави кошарком тренирао је рукомет. Десет година је играо за Локомотиву из Загреба са којом је освојио Куп Југославије 1969. и Куп Радивоја Кораћа 1972. Локомотиву, која је била преименована у Цибону након десет година морао је да напусти због тога што није био подобан једној струји у клубу. За Локомотиву је одиграо 204 утакмице и постигао 5.404 коша, иако се у то време још није бројала тројка. Навијачи су га прозвали Светим Николом. Кратко се бавио тренерским послом. Данас живи у Загребу. У рату 90-тих срушена му је породична кућа у Брувну.

## Репрезентација
Као члан репрезентације Југославије освојио је сребрну медаљу на Олимпијским играма 1968. у Мексику. На Светским првенствима освојио је две медаље, злато у Југославији 1970. и сребро у Порторику 1974. На Европским првенствима био је члан репрезентације четири пута и освојио је две медаље, две златне и две сребрне. Био је у саставу за репрезентације за Олимпијске игре 1976. у Монтреалу, међутим није отишао због једне бизарне афере. Плећаш је снимио рекламу за Франк чајеве што су неки протумачили као кршење олимпијске повеље и начела аматерског спорта. Сценарио за рекламу направио је тадашњи селектор репрезентације Мирко Новосел, а режирао је Антун Врдољак. Уместо њега у Канаду је отпутовао Благоје Георгијевски и на тај начин Плећашева репрезентативна каријера је била завршена. Још једна занимљивост јесте да је Андро Кнего који је учествовао у реклами отпутовао на Олимпијске игре.